# Мурав'янка-куцохвіст цяткована
Мурав'янка-куцохвіст цяткована (Hylophylax punctulatus) — вид горобцеподібних птахів родини сорокушових (Thamnophilidae). Мешкає в Амазонії.

## Опис

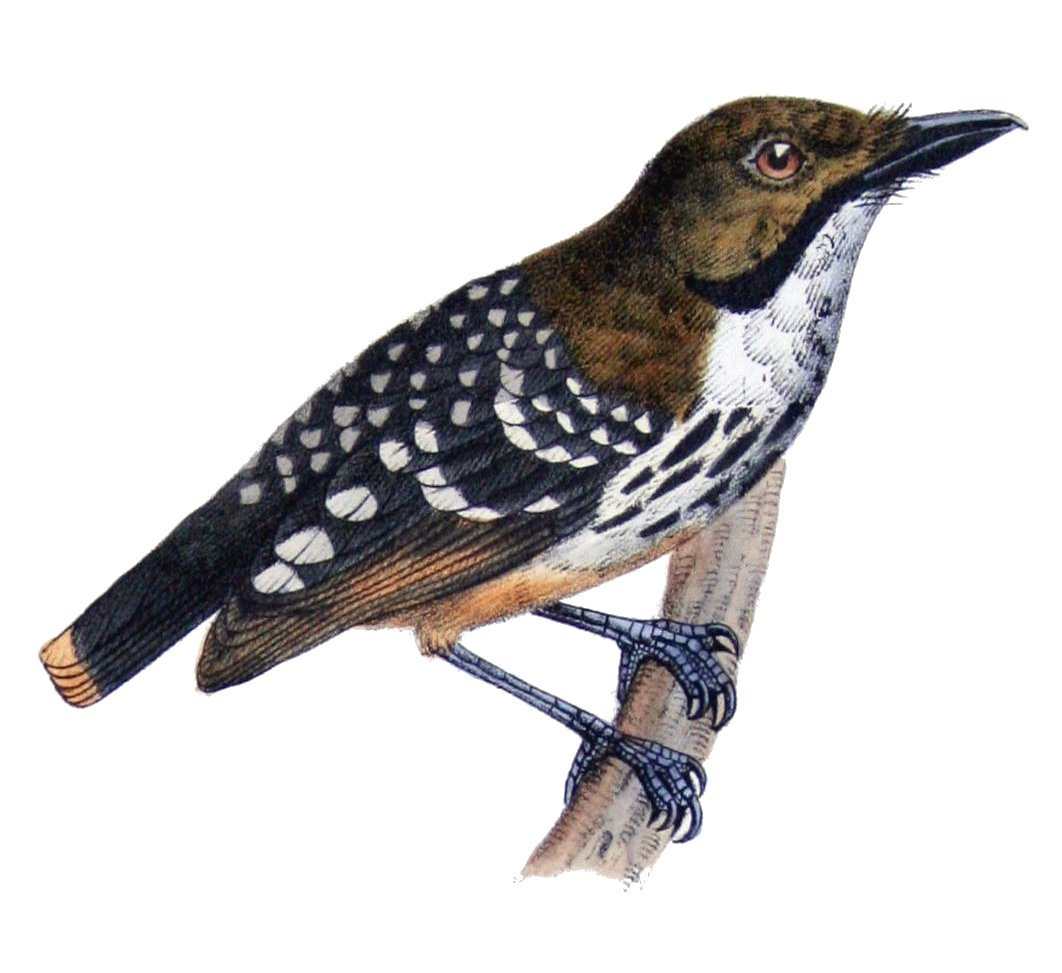
Цяткована мурав'янка-куцохвіст

Довжина птаха становить 11 см. Тім'я темно-коричневе, спина темно-коричнева, поцяткована білими плямами. Груди поцятковані білими і коричневими смугами. Живіт білий з жовтуватим відтінком. У самців горло чорне, у самиць горло біле, з боків окаймлене чорними смугами. Очі карі, лапи сірі.

## Поширення і екологія
Цятковані мурав'янки-куцохвости мешкають на півдні Венесуели (Амасонас і басейн річки Каура в Боліварі), на південному сході Колумбії (Мета, Какета, Ваупес), на сході Еквадору (локально від Сукумбіоса до південної Пастаси), на північному сході і південному сході Перу (Лорето, Мадре-де-Дьйос) в Бразильській Амазонії (Рорайма, Амазонас, Пара на південь від Амазинки. на сході до річок Токантінс і Арагуая, Рондонія, північ Мату-Гросу) та на півночі і сході Болівії (нижня течія Бені в Пандо і Бені, також крайній північний схід Санта-Круса). Вони живуть в підліску заболочених і варзейських лісів (тропічних лісів у заплавах Амазонки і її притоків), на берегах річок і озер.